# Terry Sanford
Terry Sanford (Laurinburg, 1917. augusztus 20. – Durham, 1998. április 18.) észak-karolinai amerikai ügyvéd és politikus, az Amerikai Egyesült Államok szenátora (Észak-Karolina, 1986–1993). A Demokrata Párt tagja, Sanford 1961 és 1965 között Észak-Karolina 65. kormányzója volt, az 1970-es években kétszeres amerikai elnökjelölt, 1986 és 1993 között pedig amerikai szenátor. Határozottan támogatta a közoktatást, és az állam kormányzójaként számos reformot és új programot vezetett be Észak-Karolina iskoláiban és felsőoktatási intézményeiben. 1970 és 1985 között Sanford a Duke Egyetem elnöki tisztét töltötte be.

## Élete
Az észak-karolinai Laurinburgban született Sanford az Észak-karolinai Chapel Hill-i egyetemen 1939-ben szerzett diplomát, majd a Szövetségi Nyomozóiroda különleges ügynöke lett. A második világháború alatt csatlakozott az Egyesült Államok hadseregéhez, és harcolt az európai hadszíntéren. A háborút követően Sanford az Észak-Karolinai Egyetem jogi karára járt és ott szerzett diplomát, majd az 1940-es évek végén jogi karrierbe kezdett, és hamarosan a politikában is részt vett. Egy mandátumot töltött be az észak-karolinai szenátusban, majd 1954-ben W. Kerr Scott amerikai szenátusi kampányát irányította, mielőtt 1960-ban elindult a kormányzói posztért. Az oktatás és a gazdasági lehetőségek javítására összpontosítva legyőzte a szegregációpárti I. Beverly Lake Sr. urat a demokrata előválasztáson, majd az általános választásokon kormányzóvá választották. 1961-ben hivatalba lépve egy ellentmondásos adóemelést vitt keresztül az állami törvényhozáson, hogy megduplázza az iskolákra fordított állami kiadásokat, és létrehozott egy bizottságot a továbbképzés tanulmányozására. Mivel egyre jobban aggódott a fekete diákok lehetőségei miatt, 1963-ban ő volt az első déli kormányzó, aki felszólított a faji megkülönböztetésen alapuló foglalkoztatási gyakorlat megszüntetésére, és a rendfenntartó erőkkel védte a polgárjogi tüntetőket. Emellett létrehozta az Észak-Karolinai Alapot a szegénység enyhítésére, és lobbizott azért, hogy a Research Triangle Parkban egy jelentős környezetvédelmi kutatási létesítményt helyezzenek el.
Sanford 1965-ben távozott a kormányzói posztról, de továbbra is aktívan részt vett a Demokrata Párt politikájában, és ügyvédi tevékenységet folytatott, mielőtt 1970-ben a Duke Egyetem elnökévé nevezték ki. Itt növelte az iskola adománygyűjtését, irányította a diákok tiltakozásait, és új intézményeket hozott létre a közpolitikai kérdések tanulmányozására. 1985-ben vonult nyugdíjba, a következő évben sikeresen indult az amerikai szenátusi székért. A kongresszusban liberális szavazólistát tartott fenn, társalapítója volt a Közép-amerikai Helyreállítási és Fejlesztési Nemzetközi Bizottságnak, ellenezte a zászlógyalázási törvénymódosítás elfogadását, és bírálta az Öböl-háborúban való amerikai részvételt. Miután 1992-ben alulmaradt az újraválasztási kísérletében, későbbi éveit a joggyakorlással, írással és a Duke egyetemen való tanítással töltötte, mielőtt 1998-ban rákban meghalt. Észak-Karolinában "oktatási kormányzóként" emlékeznek rá, és számos más déli kormányzó számára példaképül szolgált.